# Kernsatz von Schwartz
Der Kernsatz von Schwartz (oder Satz vom Kern) ist eine wichtige mathematische Aussage im Bereich der Distributionentheorie, welche ein Teilgebiet der Funktionalanalysis ist. Sie wurde von dem Mathematiker Laurent Schwartz im Jahr 1952 bewiesen. Diese Aussage wird jedoch nicht auf Grund ihrer Wichtigkeit Kernsatz genannt, sondern weil es sich um eine Aussage über Integralkerne handelt. Diese hier behandelten Integralkerne werden Schwartz-Kerne genannt.

## Einleitung
Mit jeder Funktion {\displaystyle K\in C(X_{1}\times X_{2})} kann man einen Integraloperator {\displaystyle A:C_{c}(X_{2})\to C(X_{1})} durch
{\displaystyle A(\phi )(x_{1})=\int _{X_{2}}K(x_{1},x_{2})\phi (x_{2})\mathrm {d} x_{2}}
definieren. Das Symbol {\displaystyle C_{c}} bezeichnet die stetigen Funktionen mit kompaktem Träger. Außerdem gilt die Identität 
{\displaystyle \langle A(\phi ),\psi \rangle =K(\psi \otimes \phi )}
für alle {\displaystyle \psi \in C_{c}^{\infty }(X_{1})} und {\displaystyle \phi \in C_{c}^{\infty }(X_{2})}, wobei {\displaystyle K(\psi \otimes \phi )} hier als {\displaystyle L^{2}}-Skalarprodukt zu verstehen und das Tensorprodukt zweier Funktionen durch 
{\displaystyle (\psi \otimes \phi )(x_{1},x_{2}):=\psi (x_{1})\phi (x_{2}).}
definiert ist. Im Folgenden soll diese Idee auf die Distributionentheorie erweitert werden. Sei dazu also {\displaystyle K\in {\mathcal {D}}'(X_{1}\times X_{2})} und {\displaystyle \phi \in C_{c}^{\infty }(X_{2})}. Außerdem darf {\displaystyle A(\phi )} wieder eine Distribution sein.

## Kernsatz von Schwartz
Jede Distribution {\displaystyle K\in {\mathcal {D}}'(X_{1}\times X_{2})} definiert eine lineare Abbildung {\displaystyle A:C_{c}^{\infty }(X_{2})\to {\mathcal {D}}'(X_{1})}, welche der Identität
{\displaystyle \langle A(\phi ),\psi \rangle =K(\psi \otimes \phi )}
genügt und bezüglich der schwach-*-Topologie stetig ist. Das heißt, falls {\displaystyle \phi _{j}\to 0} ein Nullfolge ist, so ist auch {\displaystyle A(\phi _{j})\to 0} eine Nullfolge in {\displaystyle {\mathcal {D}}'(X_{1}).}
Umgekehrt gibt es zu jeder linearen Abbildung {\displaystyle A:C_{c}^{\infty }(X_{2})\to {\mathcal {D}}'(X_{1})} genau eine Distribution {\displaystyle K}, so dass {\displaystyle \langle A(\phi ),\psi \rangle =K(\psi \otimes \phi )} gilt.
Diese Distribution {\displaystyle K} heißt Schwartz-Kern.

## Beispiele
- Der Identitätsoperator {\displaystyle I:C_{c}^{\infty }(X)\to C_{c}^{\infty }(X)} besitzt als Schwartz-Kern das Dirac-Delta {\displaystyle K(x,y)=\delta (x-y)}.